# 1755 Лорбах
1755 Лорбах (1755 Lorbach) — астероїд головного поясу, відкритий 8 листопада 1936 року.
Тіссеранів параметр щодо Юпітера — 3,197.